# Super Metroid
A Super Metroid (スーパーメトロイド; Hepburn: Sūpā Metoroido) egy akció-kalandjáték, amit a Nintendo fejlesztette és adta ki Super Nintendo Entertainment Systemre 1994-ben. Ez a Metroid sorozat harmadik része, ami a Game Boy játék Metroid II: Return of Samus (1991) eseményeit követően játszódik. A játékos a fejvadász Samus Arant irányítja, aki a Zebes bolygóra utazik, hogy visszaszerezzen egy csecsemő Metroid lényt, akit az Űrkalóz vezér Ridley rabolt el.
Miután az előző részek megalapozták a játékmenetmodellt, a Super Metroid a felfedezésre összpontosít, miközben a játékos power-upokat keres, hogy elérhesse a korábban elérhetetlen területeket. Olyan új koncepciókat mutatott be a sorozatnak mint például a felszerelésképernyőt, egy automapet és a képességet, hogy bármelyik irányba lehessen lőni. A korábbi Metroid játékok fejlesztői munkatársai – beleértve Szakamoto Josiót, Kano Makotót és Jokoi Gunpeit – visszatértek a játék kétéves fejlesztésére. A fejlesztők egy igazi akciójátékot akartak csinálni és előállítani a terepet Samus visszatérésére.
A játék széleskörű elismerésben részesült, dicsérvén az atmoszférát, a játékmenetet, a zenét és a grafikát. Gyakran minden idők egyik legjobb videojátékának tartják. Annak ellenére, hogy nem volt sikeres Japánban, Észak-Amerikában jobban teljesített és 2003 végéig 1,42 millió példány lett kiszállítva világszerte. Ezt a játékot és a Castlevanie: Symphony of the Nightot együtt tartják a „Metroidvania” műfaj létrehozóinak, inspirálva számos indie játékot és fejlesztőt. Népszerű játék lett a speedrunner játékosok körében. 2007 óta több Nintendo konzolra jött ki a Virtual Console szolgáltatás által és belekerült a Super NES Classic Edition mikrokonzolba, amit 2017-ben adtak ki.

## Játékmenet
A Super Metroid egy oldalnézetes akció-kalandjáték, ami elsősorban a kitalált Zebes bolygón (az első játékból) játszódik – egy nagy, nyílt-végű világ tele területekkel, amiket ajtók és liftek kötnek össze. A játékos Samus Arant irányítja, aki bejárja a bolygót, hogy megtaláljon egy Metroidot, akit Ridley, az Űrkalózok vezére rabolt el. Samus tud futni, ugrani, guggolni és lőni a fegyverével nyolc irányba; valamint az olyan akciókat hajthat végre, mint a falugrás – gyorsan ugrálgatni a két fal között, hogy eljuthasson a magasabb területekre. A „Moon Walk” (Hold Séta) képességgel – amit a népszerű ugyanazon nevű táncmozdulat után lett elnevezve – Samus hátrasétálva lövöldözhet, vagy töltheti a fegyverét.
A játék során a játékos beszerezhet power-upokat, hogy kibővítse Samus ruházatát és fegyverzetét, valamint különleges képességekkel ruházhatja fel őt, hogy eljuthasson a korábban elérhetetlen területekre. A „Morphing Ball” által Samus labdává alakulva begurulhat a szűk helyekre és bombákat dobhat le, ha meg van a Bomba power-up. A „Spring Ball” által már ugrásra is képes „Morphing Ball” formában. A „Speed Booster”rel nagy sebességgel futhat, valamint szétzúzhatja az akadályokat és az ellenségeket. A „Hi-Jump Boots”szal magasabbra ugorhat, és a „Space Jump”pal Samus ugorhat a levegőben. A „Grappling Beam”mel át lehet lengeni a nyílt területeket. A „X-ray Scope”-pal lehet látni a rejtett tárgyakat és utakat, a rejtett falakon és más felszíneken keresztül.
A Head-up display mutatja Samus életerejét; a „Reserve Tanks” (Tartalék Tankok) ellátási módját; az ikonokat, amik mutatják a fegyvereket valamint egy térképet, ami mutatja a helyet ahol van, és ami körülötte van. A fegyvertár képernyőjénél a játékos engedélyezheti és letilthatja a fegyvereket és a képességeket. Miközben a sugárfegyvereket lehet kombinálni, a „Spazer” és a „Plasma” sugarakat nem lehet egyszerre használni. A játék végén Samus megkapja a „Hyper Beam”met, egy hatalmas fegyvert, amit a „szuper Metroid” – aki annak a lárva lénynek az érett változata, akit az egész játék során keresett – által adott energia hozott létre. A tartalék egységeket „Reserve Tank”eknek hívják és automatikusan használatba kerülnek, ha Samus életereje elfogyott. A játékban van egy automapolási funkció ami segít a játékosok navigálni a játék különböző területein. Ezenkívül a játékos használhatja a térkép számítógépeket, amiket a bolygó különböző részein lehet megtalálni, hogy felfedje a bejáratlan területeket. Ahhoz, hogy el lehessen menteni a játékot, a játékosnak találnia kell „Mentési állomást”, amik szét vannak szórva a bolygón. A mentéshez szintén lehet használni Samus hajóját, amivel az életerőt és a muníciót is vissza lehet tölteni. A Super Metroidnak három különböző befejezése van, ami attól függ, hogy mennyi idő alatt van teljesítve a játék, ami meghatározza, hogy Samus ruházatával, vagy nélküle jelenjen meg. A legjobb befejezést úgy lehet elérni, hogy kevesebb, mint három óra alatt teljesítve legyen a játék. Ráadásul van egy opcionális feladat, ami némileg megváltoztatja a befejezést. Ha a játékos megmenti Dachorát és az Etecoonokat, a barátságos lényeket, akikkel Samus találkozott a játék során, akkor láthatjuk a távolból, ahogy elhagyják a bolygót.
 

## Történet
Samus Aran az utolsó Metroidot a Ceres űrkolóniára viszi tudományos tanulmányozásra. A lárva vizsgálása felfedi, hogy ennek az energia-létrehozó képességeit a civilizáció javára lehet használni. Röviddel távozása után Samus vészhívást kap, arra riasztva őt, hogy gyorsan térjen vissza a kolóniára. A tudósokat halottan találja, miközben a Metroid lárvát elrabolja Ridley, az Űrkalózok vezetője. Samus elszökik a kolóniáról, ami megsemmisíti magát és követi Ridley-t a Zebes bolygóra. Miközben bejárja a bolygót keresvén a Metroidot felfedezi, hogy a kalózok újjáépítették a bázisukat.
Miután legyőzi a négy fő-bosst a Zebes különböző régióiban, Samus bejut a Tourianba, a kalózok bázisának szívébe, ahol harcol a Metroidokkal, akiket valahogy reprodukáltak. Az egyetlen Metroid, amelyik óriássá nőtt megtámadja és majdnem elpusztítja Samust, de az utolsó pillanatban megkegyelmez neki. Ez az a lárva volt, az akit elraboltak a Ceresről; és amiért Samus jelen volt születésekor az SR388-on a Metroidba belevésődött, hogy Samust az „anyjaként” ismerje fel.
Samus harcol az Anya Aggyal a biomechanikai lénnyel, ami irányítja a Zebes rendszereit. Az Anya Agy legyőzi Samust és majdnem újra meg lett ölve, de a Metroid lárva közbelép, és megtámadja az Anya Agyat, majd meggyógyítja Samust, megerősítvén a tudósok megállapításait. Az Anya Agy megöli a Metroidot, de halálán Samusnak adja a „Hyper Beam”met, egy hatalmas fegyvert, ami elég erős, hogy megölhesse az Anya Agyat. Ezután Samus elszökik a bolygóról, amit elpusztít a bázis önmegsemmisítője.
 

## Fejlesztés
A Super Metroidot a Nintendo R&D1 fejlesztette egy 15 fős személyzettel, akiket Jokoi Gunpei vezetett. Az író és a rendező Szakamoto Josio volt és Kano Makoto volt a producer. Az Intelligent Systems, akik társ-fejlesztették az eredeti Metroidot az R&D1-el, végezték a programozást. A nyitást Dan Owsen, a Nintendo of America alkalmazottja narrálta.
A Super Metroidot majdnem egy évtizeddel az eredeti Metroid után adták ki. Szakamoto mondta: „Mi várni akartunk amíg egy igazi akciójátékra volt szükség [...] És előkészíteni a terepet Samus újramegjelenésére.” Fél évig tartott, hogy a Nintendo jóváhagyja a projektet, majd a következő két évben fejlesztették a játékot.
A fejlesztők elsőszámú célja az volt, hogy egy „jó akciójátékot” készítsenek Ez volt az első Metroid játék, amiben Samus minden irányba lőhetett mozgás közben. Szintén ez volt az első nyílt-világú játék, amiben volt térképfunkció, ami megmutatja a szobák vázlatát és jelzi a fontos helyeket és tárgyakat. A csapat egy nagyméretű térképet akart csinálni, de nehéznek találták a magában foglalt grafikai adat mennyiségének a tömörítését, így több kisebb területre szedték szét. Területek a korábbi Metroid játékokból szintén belekerültek, az ismerősség érzésének megteremtéséért.
Röviddel a játék kiadása előtt az észak-amerikai Entertainment Software Rating Board egy önszabályozó szervezet, amit a játékokban elszaporodó erőszakra való válaszként jött létre, megkérdezte, hogy gondolt-e a vitára, ami ellenreakciót okozhat a Super Metroidnak, és Szakamoto elmagyarázta, hogy Samus célja fenntartani a békét a galaxisban, mondván: „Ez nem erőszak az erőszak kedvéért.” A játékot demonstrálták az 1994-es Consumer Electronics Shown és a GamePro a legjobb SNES játéknak nevezte meg.

### Audió
A Super Metroid zenéjét Jamamoto Kendzsi és Hamano Minako komponálta és a korábbi játékok zenéinek 16-bites változatát használja. A SNES hang hardvere megengedte a minták egyidejű playbackjét nyolc csatornán, szembe a NES három PSG csatornájával és egy zajcsatornájával. Jamamoto úgy döntött, hogy a gazdag és kifejező hangokhoz, mint például egy női kórus volna szükséges a beállítás realisztikus ábrázolásához. A fő témát hümmögve komponálta meg, miközben motorbiciklizett a munkából.
Jamamoto szintén szolgált hangprogramozóként és írt egy programot, ami hangadatot küld az audio chipnek. Szintén ő alkotta meg a hangeffekteket, beleértve azokat amik a csecsemő Metroidnak készültek, hogy különféle érzéseket közvetítsen. Az egyidejű szerepei, mint zeneszerző, hangprogramozó és hangeffekt készítő, Jamamotónak ötleteket adott, egy határozott Metroid soundtrack elkészítéséhez „egy hangprogramozó fülével egy hangeffekt készítő fülével, valamint a megközelítési módszertannal és egy zeneszerző esszéjével.”
A játék témáinak zenéit és remixeit szintén felhasználta a Metroid Prime-ban és folytatásaiban, mert Jamamoto ki akarta elégíteni a régi Metroid rajongókat, leírván mint, „ajándék” nekik.
Egy soundtrack album, aminek a címe Super Metroid: Sound in Action, a Sony Records adta ki 1994. június 22-én. 38 számot tartalmaz és játékideje 58 perc 49 másodperc. Ez tartalmazza Tanaka Hirokazu eredeti Metroid soundtrackjét és további számokat, amiket Ito Josijuki és Ito Masumi komponált.
 

## Kiadás
A játékot a Nintendo adta ki Japánban 1994. március 19-én, majd Észak-Amerikában április 18-án és Európában július 28-án. Ezt egy 24-megabites kazettán terjesztették. 1997. szeptember 30-án újra kiadták a csak Japánban elérhető Nintendo Power szolgáltatás által. A Super Metroidot a Wii Virtual Console szolgáltatásában 2007. augusztus 20-án jelent meg Észak-Amerikában, majd Japánban szeptember 20-án és Európában október 12-én. A Super Smash Bros. Brawl „Masterpieces” szekciójában ki lehetett próbálni a Super Metroidot egy háromperces időkereten belül és a régebbi hardver emulálásához a Virtual Console technológiája lett használva. A játékot később szintén kiadták a Wii U Virtual Console-jában 2013 májusában, a kezdeti próbaidőszakban olcsóbb áron, mielőtt visszaállt a szabályos árára a következő hónapban. A New Nintendo 3DS egyéni Virtual Console-jában 2016 májusában adták ki. 2017 szeptemberében a Nintendo kiadta a Super NES Classic Editiont, ami tartalmazott több SNES játékot, beleértve a Super Metroidot. 2019 szeptembere óta elérhető a Super Metroid a Nintendo Switch Online feliratkozóinak több más Super Nintendós játékkal együtt.
 

## Fogadtatás
| Összegzőoldal | Értékelés |
| ------------- | --------- |
| GameRankings  | 96%       |

| Szerző                   | Értékelés |
| ------------------------ | --------- |
| AllGame                  | [ 37 ]    |
| Aktueller Software Markt | 10/12     |
| Consoles +               | 91%       |
| CVG                      | 91/100    |
| Edge                     | 8/10      |
| EGM                      | 36/40     |
| Game Informer            | 9.5/10    |
| Game Players             | 97%       |
| GameSpot                 | 8.5/10    |
| Hyper                    | 94%       |
| IGN                      | 9.5/10    |
| Jeuxvideo.com            | 19/20     |
| M! Games                 | 95%       |
| Mega Fun                 | 90%       |
| Nintendo Life            | 10/10     |
| Nintendo Power           | 4.425/5   |
| ONM                      | 92/100.   |
| Player One               | 94/100    |
| Super Play               | 92%       |
| Total!                   | 94%       |
| Video Games (DE)         | 80%       |
| Games World              | 94/100    |
| Super Action             | 93%       |
| Super Gamer              | 95/100    |

A Super Metroidot kritikailag elismerték. A videójáték-magazin Game Players Chris Slate-je teljesen örült a Super Metroidnak, mondván „könnyen felél mindenki nagy elvárásaihoz”. Kielégítette, hogy a Nintendo össze tudta vegyíteni a komplex játékmenetet a „legkorszerűbb” grafikával és hanggal. Slate-nek tetszett az újonnan hozzáadott auto-mapoló funkció, ami nagyon kellett a játékosoknak, mondván ez volt az egyetlen funkció a Super Metroidban, aminek benne kellett volna lennie az eredeti Metroidban is. Kritikája végén Slate azt mondta, hogy az „Akciórajongók nem engedhetik meg maguknak, hogy hiányolják a Super Metroidot. [...] Újra és újra végig akarod játszani, még ha meg is verted.” A Nintendo Power mondta, hogy ez a „jól lehet a valaha legjobb akciójáték”, mondván ez „a jövő hulláma”. Dicsérték a grafikát, a hangot és az irányítást, miközben az egyetlen negatívum az, hogy „A Metroid 100 megabitje sem volna elég.” Az Electronic Gaming Monthly a Super Metroidnak adta „A Hónap Játéka” díjat, kedvezően összehasonlítva az eredeti Metroidal és tapsolja a grafikát, a számos elérhető fegyvert és tárgyat, valamint a zenét. Mind a négy kritikus a kilenc pontot adott a tízből. A GamePro kritizálta, hogy az irányítás gyakran túl fura vagy nehéz valamint, hogy a sok power-upot vagy más SNES játékokból lopták, vagy csak egyszerűen a játék más power-upjainak frissítése, de dicsérte a játék nagy méretét az auto-mapoló funkcióval, mondván ez „egy lehetőleg frusztráló játékot tesz elérhetővé egy sokkal szélesebb közönségnek.” A GamesRadar Andy Robinsonja örült a játék „fenomenális” soundtrackjének dicsérve, mint „minden idők egyik legjobb videójátékzenéje”.
A megszűnt brit videójáték kiadvány a Super Play, aminek három szerkesztője áttekintette a játékot, szintén örült. A magazin Zy Nicholsonja megjegyezte, hogy ez a játék jobb, mint a kedvence a Mega Man X, leírván a Super Metroidot, mint „inkább élmény, mint játék”. Összehasonlítván a játékot az 1986-os filmmel A bolygó neve: Halálal, Nicholson úgy érezte, hogy ez a játékota legjobban a sötétben, magas hangerővel tapasztalta. A játékot olyan kényszeresnek találta, hogy kísértése volt játszani „evés vagy alvás nélkül”. A kiadvány Tony Mottja a játék atmoszféráját a legjobb aspektusnak nevezte meg, mondván a játék keveréke a Turricannak (1990), A Bolygó neve: Halálnak, az Exile-nak (1989) és a Nodes of Yesodnak (1985). Értékelve az irányítást, a Mott tapsolt a Nintendo képességének, hogy egy kifinomult játékmenetet csináltak. Azzal fejezte be a kritikáját, hogy a Super Metroidot azzal írta le, hogy a „vitathatatlanul a legjobb játék, amivel idén játszottam eddig”, megjósolva azt, hogy bárki aki játszik a játékkal az „egy játékkal játszik, amit klasszikus státusra szántak”. A harmadik kritikus James Leach egyetértett Nicholsonal és Mottal, hogy a Super Metroid az aminek a Mega Man X-nek kellett volna lennie. A kritikáját azzal fejezte be, hogy Leach úgy írta le a Super Metroid tartalmazott mindent, aminek kell egy videójátékba: „játszhatóság, rejtett trükkök, hatalmas fegyverek és gőzölően gonosz rosszfiúk”. Miután összefoglalták a kritikákat, a magazin ítélete az volt, hogy „Mi mindannyian szeretjük a játékot. A Super Metroid feltétlenül csodálatos volt, és meg kell lennie neked.”
Az Edge kritizálta a grafikát, és a rövid hosszt, de dicsérte a Super Metroidot, mint „erősen játszható” és „tele emlékezetes pillanatokkal”.
Az IGN a Super Metroid Virtual Console változatát úgy nevezte, hogy „meg kell szerezni”, mondván a habár a Wii-n kilenc hónappal a konzol indulása után jött ki, úgy érezték, hogy megérte várni. A játékosokoktól, akik sosem játszották a Super Metroidot, az IGN azt követelte, hogy játékosokként birtokolniuk kell, hogy „végül rájöjjél, hogy mit hagytál ki az elmúlt években”. A GameSpot kritikájában Frank Provo azt találta, hogy „abszolútan megdöbbentő, hogy a Nintendo 13 évet hagyott elmúlni, mielőtt a Super Metroidot újra elérhetővé teszik”, de figyelembe vette, hogy a legfontosabb az, hogy a játékosok „játszhatnak ezzel a mesterművel anélkül, hogy megkeressék az eredeti Super Nintendo Entertainment Systemes kazettát, vagy ügyetlenül kezelik a legálisan kérdéses emulátorokkal”. Annak ellenére, hogy beismeri, hogy a Virtual Console változat esszenciálisan „nem több, mint egy modortalan, emulált változata egy 13 éves SNES játéknak” ami már nem volt élvonalbeli, de még mindig elégedett volt vele és megismételte a hitét, hogy a Super Metroid az „egyik legjobb 2D-s akció kaland játék, ami valaha készült”.

### Eladások
Habár a Super Metroidot kritikailag elismerték Rus McLaughlin az IGN-től azt mondta, hogy a Metroid sorozat „még mindig leesett az időzítésről, túl későn érkezett a SNES életciklusán, hogy nagy eladásokat érjen el.” Robinson hasonlóan megjegyezte, hogy egy sorozat hagyományához képest a játékot „rossz helyen, rossz időben” adták ki. Hozzátette, hogy Japánban nem kelt jól, miután küzdött az olyan kereskedelmileg sikeresebb játékokkal, mint a Donkey Kong Country, valamint az akkor indult konzolokkal a PlayStationnel és a Sega Saturnnal. Az Nintendo erős marketingjével, a Super Metroid jobban teljesített Észak-Amerikában, vezetve a Super NES eladási listáját 1994 májusában.
Egy évvel kiadása után a Nintendo rárakta a Players’s Choice marketing címkét. 2003-ig a játékból 1,42 millió példányt szállítottak le világszerte.

### Elismerések
A Super Metroid számos díjat és kitüntetést kapott. Az Electronic Gaming Monthly a Super Metroidot 1994 májusában a Hónap Játékának nevezte; adott egy „Szerkesztő Választása” díjat; díjazta, mint „1994 Legjobb Akciójátéka” valamint minden idők legjobb játékának nevezte 2003-ban. Az IGN a Super Metroidot rangsorolta a 3. (2003-ban), a 10. (2005-ben), és a 7. (2007-ben) helyre rangsorolta a minden idők 100 legjobb játéka listáin. Hasonlóan az IGN olvasók 2005-ben a 11. helyre rangsorolták a 99 minden idők legjobb játéka listáján 2005-ben és a 4. a 2006-os legjobb 100 játék között. Az IGN Richard George-ja szintén rangsorolta a Super Metroidot a 3. helyre rangsorolta a legjobb 100 SNES játékok között, elismerve a „tökéletes akciót, a kifogástalan pályadizájnt, a csodálatos atmoszférát, egy teljesen badass hősnőt és egy hatalmas világot felfedezni.” A GamesRadar a Super Metroidot nevezte meg minden idők legjobb SNES játékának, miközben a Nintendo Power a Metroid sorozat legjobb játékának nevezte, megverve a Metroid Prime-t és a Metroid: Zero Missiont. A GamePro listázta a Super Metroidot, mint a Wii 15 kötelező retro játékának egyikének. A Game Informer a minden idők 100 legjobb játékának listáján a 29. helyre rangsorolta 2001-ben.

## Utóhatás
A Super Metroidot gyakran tartják minden idők egyik legjobb játékának. Jeremy Parish a USgamertől megjegyezte, hogy a Super Metroid „egyfajta játék, amelyhez újra és újra visszatérhetsz, és mindig több friss intuícióval vagy tapasztalattal távozhatsz el.” Andrew Webster az Ars Technicatól a játék atmoszféráját lenyűgözőnek találta, és megjegyezte, hogy a fejlesztők tökéletesítették a magány jellegét, egy koncepciót, ami már az első Metroid játékban mutatkozott be. A Game Informer írója Joe Juba úgy idézte a játék befejezését, hogy „az egyik legemlékezetesebb és felhatalmazóbb pillanatai a játéktörténelemben.”
Mivel a Super Metroid az alapján díjazta a játékosokat, hogy mennyi idő alatt vitték ki a játékot, népszerű választás lett speedrunningra, egy játékstílus, ahol a játékosnak minél gyorsabban kell kivinnie a játékot, ahogy lehet, a verseny kedvéért. A Super Metroidot a Konami 1997-es játékával a Castlevania: Symphony of the Nightal, együtt tartják a „Metroidvania” műfaj létrehozóinak. Ezt a játékot idézték, mint befolyás más Metroidvania játékokra, beleértve a Shadow Complexet és az Axiom Verge-et.
A Super Metroidnak számos ROM hackjét adták ki a rajongók, amikbe olyan új funkciók kerültek, amik nem voltak benne az eredeti játékban. A Super Metroid: Redesignot „drewseph” csinálta 2006-ban, amibe új tárgyak, kibővített területek és módosított fizikák kerültek. 2011-ben egy japán hacker, akinek a neve „SB” kiadott egy ROM hacket, aminek a címe Metroid: Super Zero Mission, ami kombinálni szándékozza a Super Metroid és a később kiadott Metroid: Zero Mission elemeit.

### Folytatások
A Super Metroid kiadása után nem jött ki újabb folytatás nyolc évig, mivel a Metroid sorozat összes addigi játéka sem ért fel a Mario és a The Legend of Zelda franchise-ok sikerének szintjére. A sorozat producere Jokoi Gunpei elhagyta a Nintendót 1996 augusztusában, a Virtual Boy bukása és az 1997 októberében bekövetkezett halála között.
A sorozat hiatusa alatt a rajongók mohón várták az új Metroid játékot Nintendo 64-re (N64). Mijamoto Sigeru szerint a Nintendo azért nem fejlesztett új részt N64-re, mert „nem tudtak előjönni bármilyen konkrét ötlettel”. Szakamoto azt mondta, hogy ő nem tudta elképzelni, hogy lehessen irányítani Samust az N64 kontrollerével. A Nintendo megkörnyékezett egy másik fejlesztőt, hogy csináljanak egy Metroid játékot N64-re, de elutasították az ajánlatot, mert a fejlesztők nem hitték, hogy képesek csinálni egy olyan játékot, ami egyenlő volna a Super Metroid színvonalához.
2002 végén a Nintnedo kiadott két új Metroid játékot, nyolc éves kihagyás után. Az egyik játék a Metroid Fusion volt, egy oldalnézetes Game Boy Advance-re, amit a Nintendo R&D1 fejlesztett; míg a másik a Metroid Prime, egy belsőnézetes akció-kalandjáték, amit az amerikai fejlesztőtársaság a Retro Studios fejlesztett GameCube-ra, és az első Metroid 3D-s grafikával. Mindkét játékot kritikailag elismerték, valamint a Prime számos „Game of the Year” díjat nyert. A Metroid Prime után három további belsőnézetes játék és egy flipper spin-off lett kiadva, beleértve a folytatást a Metroid Prime 2: Echoest (2004).

## Fordítás
- Ez a szócikk részben vagy egészben  a   Super_Metroid című angol Wikipédia-szócikk fordításán alapul.  Az eredeti cikk szerkesztőit annak laptörténete sorolja fel. Ez a jelzés csupán a megfogalmazás eredetét és a szerzői jogokat jelzi, nem szolgál a cikkben szereplő információk forrásmegjelöléseként.